# 蜘蛛裴占介
蜘蛛裴占介（学名：Paijenborchella iocosa）为浪花介科裴占介屬下的一个种。